# Abyssoanthus
Abyssoanthus is een geslacht van neteldieren uit de klasse van de Anthozoa (bloemdieren).

## Soorten
- Abyssoanthus convallis Reimer & Sinniger, 2010
- Abyssoanthus nankaiensis Reimer & Fujiwara in Reimer, Sinniger, Fujiwara, Hirano & Maruyama, 2007